# Calamaria lumholtzi
Espèce
Synonymes
- Calamaria raveni Cochran, 1923

Statut de conservation UICN

 DD  : Données insuffisantes
Calamaria lumholtzi  est une espèce de serpents de la famille des Colubridae.

## Répartition
Cette espèce est endémique du Kalimantan en Indonésie.

## Étymologie
Cette espèce est nommée en l'honneur de Carl Lumholtz.

## Publication originale
- Andersson, 1923 : Some reptiles and batrachians from Central-Borneo. Collected in the years 1914 and 1915 by Carl Lumholtz. Meddelelser fra det Zoologiske Museum, Kristinia, vol. 61, n. 7, p. 119-125.